# Museu Reial de Belles Arts de Bèlgica
El Museu Reial de Belles Arts de Bèlgica (en flamenc: Koninklijke Musea voor Schone Kunsten van België, en francès: Musées royaux des Beaux-Arts de Belgique), és un dels museus d'art més famosos a Bèlgica i està situat a la capital Brussel·les a la cèntrica àrea de Coudenberg.

## Museu
El Museu Reial és, de fet, un conjunt format per quatre museus. Dos d'ells, el Museu d'Art Antic i el Museu d'Art Modern, estan al mateix edifici a Brussel·les. Els altres dos, el Constantin Meunier Museum i l'Antoine Wiertz Museum estan dedicats a artistes belgues específics, són molt més petits, i estan situats a uns quants quilòmetres del centre de ciutat.
Compta amb més de 20.000 dibuixos, escultures, i pintures, que daten de començaments del segle xv fins a l'actualitat. El museu té una extensa col·lecció de pintura flamenca, entre ells obres de Brueghel i Rogier van der Weyden, Robert Campin (el Màster de Flémalle), Anton van Dyck, i Jacob Jordaens. El museu dona molta importància a l'"Espai Rubens", que posseeix més de 20 pintures de l'artista.
A més de la col·lecció permanent, realitza múltiples exposicions temporals.

## Edifici
L'edifici principal que allotja el Museu d'Art Antic va ser construït com el Palais des Beaux-Arts, dissenyat per l'arquitecte belga Alphonse Balat i finançat per Leopold II de Bèlgica. Balat era l'arquitecte en cap del rei, i aquesta obra va ser una part de l'ampli programa d'edificacions realitzat pel rei a Bèlgica. L'edifici es va acabar el 1887, i és un exemple de l'arquitectura de belles arts utilitzada per afirmar la identitat i el significat de l'edifici.
L'extens programa d'escultura arquitectònica inclou les quatre figures de Música, Arquitectura, Escultura, i Pintura a la part superior de l'accés principal, que és obra dels escultors Égide Mélot, Georges Geefs, Louis Samain, i Guillaume de Groot respectivament. Les tres escultures de Rubens, Van Ruysbroek, i Jean de Bologne, que representen la pintura, l'arquitectura i l'escultura, són obra d'Antoine-Joseph van Rasbourgh, Antoine-Félix Bouré i Jean Cuypers. Els dos plafons en baix relleu són la Música de Thomas Vincotte i les Arts Industrials de Charles Brunin. Els dos grups de bronze en pedestals representen El Coronament de l'Art de Paul de Vigne, i L'Ensenyament de l'Art de Charles van der Stappen.